# Армат
Флавије Армат  (умро 477. године), такође познат као Харматије, био је источноримски војни заповедник, магистер милитум под царевима Лавом I, Василиском и Зеноном и конзул . Био је кључан у побуни Василиска против цара Зенона и у његовом каснијем паду.

## Порекло и почетак каријере
Армат је био нећак цара Василиска и царице Верине, жене цара Лава I. Познато је да је Армат имао сина, такође по имену Василиск. Током последњег дела владавине цара Лава I, Армат је, као магистер милитум пер Тхрациас, успешно угушио побуну у Тракији, одсекао руке заробљеницима Трачанима и послао их побуњеницима. Могуће је да су побуњеници били људи Трачког Гота Теодорика Страбона, војног заповедника под царем Лавом I, па је стога ова побуна била она коју је започео Страбон између Аспарове смрти (471. године) и краја Лавове владавине (473. године). 

## Успон Василиска
Армат је подржао Василискову побуну 475. године, вероватно добијајући подршку и царице Верине, која је била ташта свргнутог цара Зенона, за побуњенике. Током кратке владавине цара Василиска, Армат је извршио значајан утицај и на цара и на његову жену и на Августу Зенонис . Постојале су гласине о вези између Армата и царице Зенонисе. Царица Зенониса је убедила цара Василиска да именује Армата на дужност магистер милитум праесенталис . Армату је додељено и конзулство од 476. године, заједно са царем Василиском. 
Армат је био нека врста кицоша, који је био заинтересован само за сопствену косу и друге тренинге тела, и Теодорик Страбон га је због тога презирао. Страбон је, дакле, постао незадовољан царом Василиском, коме је помогао у устанку против цара Зенона, јер је таквом човеку дао титулу магистер милитум праесенталис, чин једнако висок као Страбонов. 
Након почасти и богатства које је примио од његовог стрица цара Василиска, Армат је себе сматрао најхрабријим међу људима, обукао се као Ахил и парадирао око своје куће у близини хиподрома.  Током његовог лутања, народ га је звао „Пир“,  или зато што је био црвенкасте пути или зато што су га задиркивали. 

## Пад цара Василиска и Арматова смрт
У лето 476. Зенон је кренуо из Исаурије да поврати свој престо, и подмитио је оба Василискова генерала Ила и Троконда да му се придруже. Цар Василиск је окупио све трупе из Тракије, града Константинопоља, па чак и стражу палате, и, након што је Армата обавезао заклетвом лојалности, послао их у сусрет Зенона, да га поразе. Међутим, када је Армат упознао Зенона, био је подмићен да се придружи цару Исауријану, који му је обећао доживотну титулу магистер милитум праесенталис, његовом сину Василиску, титулу цезара и тиме би шостао Зенонов наследник. 
Након његове рестаурације, цар Зенон је испунио своја обећања, дозволивши Армату да задржи своју титулу магистер милитум праесенталис (вероватно га чак подигавши на ранг Патриција ) и поставивши његовог сина Василиска за Цезара у Никеји. Међутим, 477. године, цар Зенон се предомислио, према Евагрију, на подстицање Ила, Исавријанског војсковође који је помогао Василисков успон и касније променио страну на и прешао цару Зенону, и који би добио много падом Армата.  Армата је убио, по Зеноновом наређењу, Арматов сопствени пријатељ Оноулф, кога је Армат дочекао као сиромашног варварина, а затим га довео, тада заповедника Илирика ; Армат му је чак позајмио много новца да плати банкет. Грађани Цариграда радовали су се после његове смрти. Цар Зенон је конфисковао сву Арматову имовину, свргнуо његовог сина Василиска и замонашио га.

## Однос Армата и Одоакра
Публикација Стефана Краутскхика из 1986. гдоне, отворила је проучавање Арматсовог живота новим тумачењима, посебно однос између Армата и Василискове породице и Одоакра, поглавице Херула и касније краља Италије.  Краучикова тврдња, коју су усвојили каснији научници,  је да је Армат био брат Оноулфа и Одоакра, тако да је вођа Херула такође био нећак цара Василиска и царице Верине. Ово тумачење посебно баца светло на то зашто је Армат толико желео да помогне Оноулфу и да га је убио његов рођени брат. 
Веза између Армата, Одоакра и Оноулфа заснива се на фрагменту Јована Антиохијског, у којем се Онулф наводи да је убица и Арматов брат.  Пре Краучиковог дела, а такође и према другим научницима, читање је измењено и гласи да је „Одоакар био брат Оноулфа који је убио Армата“. Овај амандман је учинио да део Јована буде компатибилан са извештајима других историчара, пошто ни Јован Малала ни Малх не помињу чињеницу да је Армата убио његов рођени брат, а не спомиње се ни крвно сродство између Одоакра и цара Василиска. 